# Pristoceuthophilus pedanus
Pristoceuthophilus pedanus is een rechtvleugelig insect uit de familie grottensprinkhanen (Rhaphidophoridae). De wetenschappelijke naam van deze soort is voor het eerst geldig gepubliceerd in 1945 door Strohecker.